# Dobruška
Dobruška é uma cidade checa localizada na região de Hradec Králové, distrito de Rychnov nad Kněžnou.

## Ver também

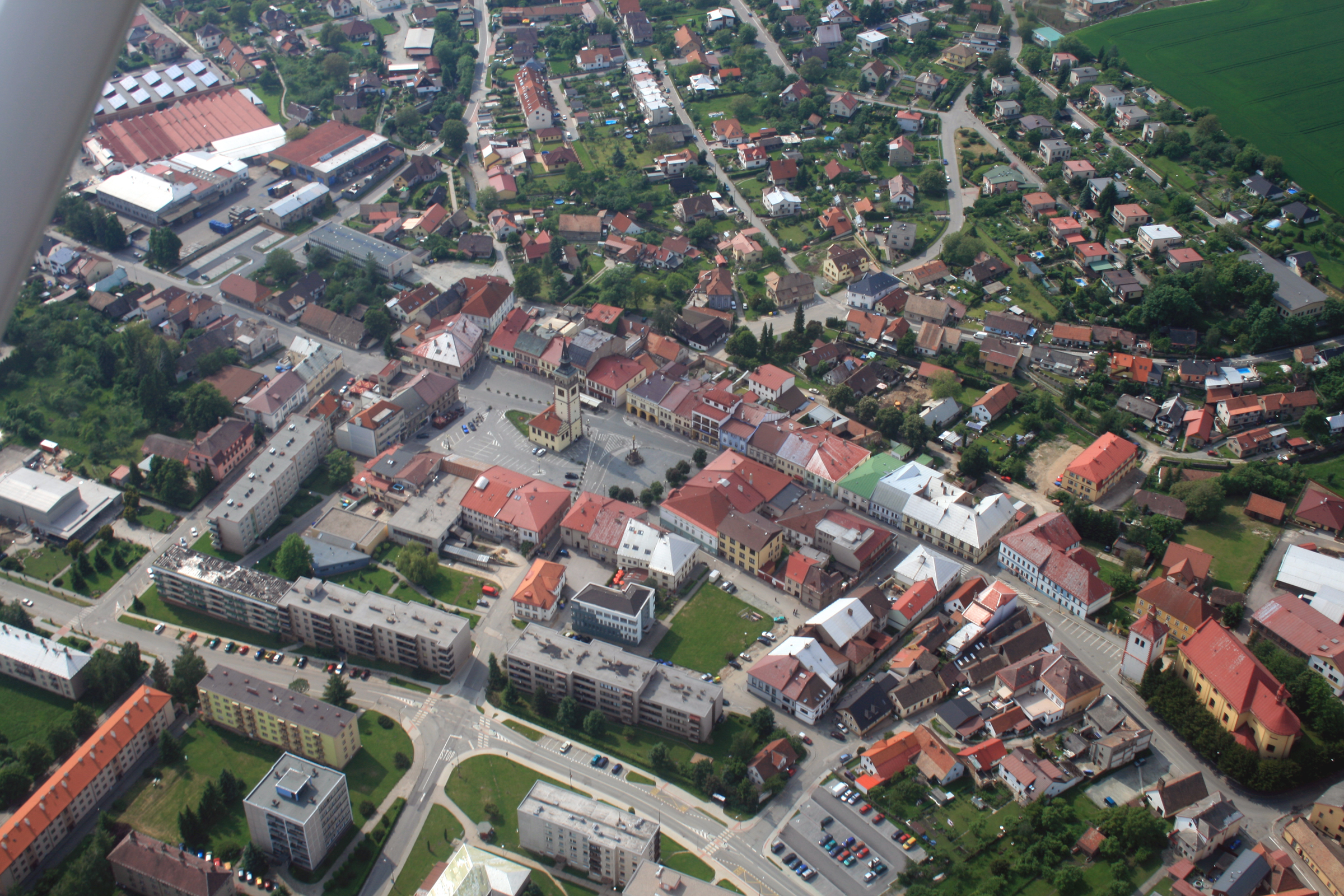
Centrum from air